# Deduzione (storia romana)
Nell'ambito della storia romana, con il termine deduzione (in latino: deductio) si indica la fondazione di una colonia romana e l'invio di coloni romani da insediare nell'area conquistata (secondo l'espressione deducere coloniam). L'uso del termine, composto dal prefisso de- (che indica moto da luogo) e dalla radice del verbo latino ducere (condurre), si spiega con il fatto che nella colonia si stanziavano cittadini romani, ivi condotti dalla madrepatria.

## Storia
La deduzione poteva consistere nella formazione di una colonia di diritto romano o di diritto latino. Il primo caso si applicava a centri nei quali si erano stabiliti cittadini di Roma, che in quanto tali godevano quindi del riconoscimento di tutti i diritti propri di questa condizione, e che venivano direttamente sottoposti all'amministrazione romana. La deduzione di colonia latina riguardava invece insediamenti di recente conquista, piuttosto lontani da Roma e scarsamente romanizzati, non essendo costituiti da cittadini romani optimo iure. Queste colonie godevano di una certa autonomia amministrativa e eleggevano magistrati propri. 